# Воробцова, Ирина Евгеньевна
Ирина Евгеньевна Воробцова (род. 18 декабря 1938) — советский и российский генетик, известная своими пионерскими работами по радиационно-индуцированной генетической нестабильности. Доктор биологических наук (1989), профессор (2000). С 1990 по 2016 гг. заведовала лабораторией радиационной генетики ЦНИРРИ в Санкт-Петербурге. Автор более 180 научных статей, соавтор двух монографий.

## Биография
И. Е. Воробцова училась на кафедре генетики и селекции Ленинградского государственного университета. В 1960 году после окончания университета поступила в аспирантуру ЦНИРРИ. Работу над кандидатской диссертацией выполняла в лаборатории отдалённой лучевой патологии, которой руководил проф. С. Н. Александров. В 1965 году защитила кандидатскую диссертацию по теме «Сопоставление общей и генетической радиочувствительности организма».
В 1972 году И. Е. Воробцова возглавила группу радиационной генетики, изучавшей немишенные последствия воздействия ионизирующей радиации у животных. В состав этой группы входили К. Гользберг, Т. Лурье, Т. Величко, Н. Юрьева, М. Воробьёва, Л. Алиякпарова, Э. Китаев. И. Е. Воробцова и её сотрудники показали, что у потомства облучённых самцов дрозофил, мышей и крыс в дополнение к общеизвестным нарушениям (внутриутробная летальность, пороки развития, стерильность, видимые мутации) наблюдаются также снижение скорости развития, устойчивости к стрессовым нагрузкам, изменение радиочувствительности, нестабильность генома и, вероятно, как следствие, увеличение канцерогенного риска. Результаты этих исследований И. Е. Воробцова обобщила в докторской диссертации «Влияние облучения родителей на физиологическую полноценность и риск канцерогенеза у потомства первого поколения организмов разных видов», защита докторской диссертации состоялась в 1989 году.
Спустя год после аварии на ЧАЭС, в 1987 году, И. Е. Воробцова участвовала в экспедиции в Чернобыль. Экспедиция была организована В. А. Шевченко для цитогенетического обследования работников атомной станции.
В 1990 году в ЦНИРРИ была организована лаборатория радиационной генетики, руководителем которой стала И. Е. Воробцова. Основным направлением исследований лаборатории стало изучение действия радиации в малых дозах на людей и их потомков. В частности, И. Е. Воробцова и её сотрудники активно участвовали в совместных международных и отечественных цитогенетических проектах по изучению последствий Чернобыльской аварии.

## Избранные статьи
- Воробцова И. Е., Гользберг К. Л., Юрьева Н. А. Влияние индуцированных мутаций в гетерозиготном состоянии на жизнеспособность организма //Известия СО АН СССР. Сер. биол. мед. наук. — 1967. — Т. 5. — №. 1. — С. 85-95.
- Воробцова И. Е. Цитологические и цитогенетические аспекты лучевого старения //Проблемы радиационной геронтологии. Современные проблемы радиобиологии/Под ред. ВН Кузина. М.: Атомиздат. — 1978. — С. 98-112.
- Воробцова И. Е. Мутабильность клеток печени потомства облученных самцов крыс //Радиобиология. — 1987. — Т. 27. — №. 3. — С. 377—381.
- Vorobtsova, I. E., & Kitaev, E. M. (1988). Urethane-induced lung adenomas in the first-generation progeny of irradiated male mice. Carcinogenesis, 9(11), 1931—1934.
- Vorobtsova, I. E. Increased cancer risk as a genetic effect of ionizing radiation //IARC scientific publications. — 1989. — №. 96. — С. 389—401.
- Воробцова И. Е., Воробьева М. В. Радиочувствительность хромосом детей, родители которых подвергались противоопухолевой рентгено-химиотерапии //Бюллетень экспериментальной биологии и медицины. — 1992. — Т. 12. — С. 655—657.
- Vorobtsova, I. E., Aliyakparova, L. M., & Anisimov, V. N. (1993). Promotion of skin tumors by 12-O-tetradecanoylphorbol-13-acetate in two generations of descendants of male mice exposed to X-ray irradiation. Mutation Research/Fundamental and Molecular Mechanisms of Mutagenesis, 287(2), 207—216.
- Jones, I. M., Thomas, C. B., Tucker, B., Thompson, C. L., Pleshanov, P., Vorobtsova, I., & Moore II, D. H. (1995). Impact of age and environment on somatic mutation at the hprt gene of T lymphocytes in humans. Mutation Research/DNAging, 338(1-6), 129—139.
- Jensen, R. H., Langlois, R. G., Bigbee, W. L., Grant, S. G., Moore, D., Pilinskaya, M., Vorobtsova, I.,… & Pleshanov, P. (1995). Elevated frequency of glycophorin A mutations in erythrocytes from Chernobyl accident victims. Radiation research, 141(2), 129—135.
- Moore, D. H., Tucker, J. D., Jones, I. M., Langlois, R. G., Pleshanov, P., Vorobtsova, I., & Jensen, R. (1997). A study of the effects of exposure on cleanup workers at the Chernobyl nuclear reactor accident using multiple end points. Radiation research, 148(5), 463—475.
- Воробцова И. Е., Такер Д. Д., Тимофеева Н. М. Влияние возраста и облучения на частоту транслокаций и дицентриков, определяемых методом FISH, в лимфоцитах человека //Радиационная Биология. Радиоэкология. — 2000. — Т. 40. — №. 2. — С. 142.
- Vorobtsova, I. E.(2000). Irradiation of male rats increases the chromosomal sensitivity of progeny to genotoxic agents. Mutagenesis, 15(1), 33-38.
- Vorobtsova, I. et al. An investigation of the age-dependency of chromosome abnormalities in human populations exposed to low-dose ionising radiation //Mechanisms of ageing and development. — 2001. — Т. 122. — №. 13. — С. 1373—1382.
- Jones, I. M., Galick, H., Kato, P., Langlois, R. G., Mendelsohn, M. L., Murphy, G. A., Vorobtsova, I.… & Tureva, L. (2002). Three somatic genetic biomarkers and covariates in radiation-exposed Russian cleanup workers of the Chernobyl nuclear reactor 6-13 years after exposure. Radiation research, 158(4), 424—442.
- Воробцова И. Е. Генетические и соматические эффекты ионизирующей радиации у человека и животных (сравнительный аспект) //Радиац. биология. Радиоэкология. — 2002. — Т. 42. — №. 6. — С. 639.
- Fenech, M., Bonassi, S., Turner, J., Lando, C., Ceppi, M., Chang, W. P., Vorobtsova, I.… & Bolognesi, C. (2003). Intra-and inter-laboratory variation in the scoring of micronuclei and nucleoplasmic bridges in binucleated human lymphocytes: Results of an international slide-scoring exercise by the HUMN project. Mutation Research/Genetic Toxicology and Environmental Mutagenesis, 534(1), 45-64.
- Воробцова И. Е., Семенов А. В. Комплексная цитогенетическая характеристика лиц, пострадавших в результате аварии на Чернобыльской АЭС //Радиационная биология. Радиоэкология. — 2006. — Т. 46. — №. 2. — С. 140—151.
- Любимова Н. Е., Воробцова И. Е. Влияние возраста и низкодозового облучения на частоту хромосомных аберраций в лимфоцитах человека //Радиационная биология. Радиоэкология. — 2007. — Т. 47. — №. 1. — С. 80-85.
- Воробцова И. Е. Трансгенерационная передача радиационно-индуцированной нестабильности генома и предрасположенности к канцерогенезу //Вопросы онкологии. — 2008. — Т. 54. — №. 4. — С. 490—493.
- Sigurdson, A. J., Ha, M., Hauptmann, M., Bhatti, P., Sram, R. J., Beskid, O., Vorobtsova, I.… & Kodama, Y. (2008). International study of factors affecting human chromosome translocations. Mutation Research/Genetic Toxicology and Environmental Mutagenesis, 652(2), 112—121..